# The Best of the Gipsy Kings
The Best of the Gipsy Kings è un album discografico di raccolta del gruppo musicale francese di origine gitana spagnola Gipsy Kings, pubblicato nel 1995.

## Tracce
1. Djobi Djoba – 3:26
2. Viento del Arena – 5:31
3. Baila Me – 3:48
4. Un Amor – 3:42
5. Moorea – 4:03
6. Volare – 3:42
7. Quiero Saber – 4:09
8. Escucha Me – 4:02
9. La Dona (Live) – 4:36
10. Montaña – 5:25
11. Bem, Bem, Maria – 3:08
12. Trista Pena – 4:35
13. Bamboleo – 3:27
14. Galaxia (Live) – 2:47
15. Vamos a Bailar (Live) – 5:05
16. Love and Liberté – 3:57
17. A Tu Vera – 3:19
18. Medley - [Bamboleo - Volare - Djobi Djoba - Pida Me La - Baila Me] – 4:48

## Classifiche
| Paese       | Posizione più alta |
| ----------- | ------------------ |
| Stati Uniti | 105                |